# Шохин, Александр Николаевич
Алекса́ндр Никола́евич Шо́хин (род. 25 декабря 1951, село Савинское Плесецкого района, Архангельской области) — российский государственный, политический и общественный деятель. Президент Российского союза промышленников и предпринимателей (РСПП), президент Национального исследовательского университета «Высшая школа экономики» (НИУ ВШЭ). Член бюро Высшего совета партии «Единая Россия». Полный кавалер ордена «За заслуги перед Отечеством».
Из-за вторжения России на Украину находится под персональными санкциями 27 стран Евросоюза, Великобритании, Канады, Швейцарии, Австралии, Украины, Новой Зеландии.

## Биография

### Научная работа
В 1974 году окончил МГУ имени М. В. Ломоносова по специальности «политическая экономия». Доктор экономических наук (1989), профессор (1991).
С 1969 года — лаборант экономического факультета МГУ, затем — научно-технический сотрудник Центрального экономико-математического института (ЦЭМИ) АН СССР.
В 1974—1979 годах — младший научный сотрудник Научно-исследовательского экономического института при Госплане СССР. В 1978 году защитил диссертацию на соискание степени кандидата экономических наук по теме «Методологические вопросы анализа и планирования денежных сбережений населения».
В 1979—1982 годах — старший научный сотрудник, заведующий сектором НИИ труда Госкомтруда СССР.
В 1982—1986 годах — заведующий лабораторией ЦЭМИ АН СССР.
В 1986—1987 годах — заведующий лабораторией Института экономики и прогнозирования научно-технического прогресса АН СССР.
С 1987 года — советник министра иностранных дел СССР, затем — начальник Управления международных экономических связей МИД СССР.
С мая по август 1991 года — директор Института проблем занятости АН СССР и Госкомтруда СССР.

### В правительстве
С 26 августа по 10 ноября 1991 года — министр труда РСФСР.
С 6 ноября 1991 года — заместитель председателя Правительства РСФСР по вопросам социальной политики.
С 10 ноября 1991 по 14 июня 1992 года — министр труда и занятости населения РСФСР/Российской Федерации года.
С 23 декабря 1992 года — заместитель председателя Совета Министров — Правительства Российской Федерации. С 25 декабря 1993 по 20 января 1994 года — заместитель председателя Правительства Российской Федерации.
1993—1994 — председатель Российского агентства международного сотрудничества и развития.
С декабря 1993 года — депутат Государственной Думы Федерального Собрания Российской Федерации первого созыва, член фракции ПРЕС.
С 20 января по 6 ноября 1994 года — министр экономики Российской Федерации.
С 23 марта по 6 ноября 1994 года — заместитель председателя Правительства Российской Федерации.

### В Государственной думе
В 1995 году принял активное участие в создании ВОПД «Наш дом — Россия», был заместителем председателя Политсовета НДР.
С декабря 1995 года — депутат Государственной думы Федерального собрания Российской Федерации второго созыва.
В 1996—1997 годах — первый заместитель председателя Государственной думы.
С сентября 1997 года по декабрь 1998 года — председатель фракции «Наш дом — Россия».
В сентябре 1998 года был назначен заместителем председателя Правительства Российской Федерации в Правительстве Е. М. Примакова, но ещё до официального сложения депутатских полномочий в октябре 1998 года подал в отставку с этой должности;
С декабря 1999 года — депутат Государственной думы Федерального собрания Российской Федерации третьего созыва по Тушинскому избирательному округу г. Москвы как независимый кандидат, член группы «Народный депутат», председателем Комитета по кредитным организациям и финансовым рынкам, членом Комиссии по проблемам реструктуризации, несостоятельности (банкротства) и ликвидации кредитных организаций, членом Комиссии по государственному долгу и зарубежным активам Российской Федерации, председатель Межведомственной комиссии Совета Безопасности Российской Федерации по экономической безопасности, руководитель парламентской делегации в Парламентской Ассамблее Совета Европы и заместителем председателя Парламентской Ассамблеи Совета Европы от России.
В октябре 2002 года досрочно сложил полномочия депутата Государственной думы Федерального собрания Российской Федерации.

### Общественно-политическая деятельность

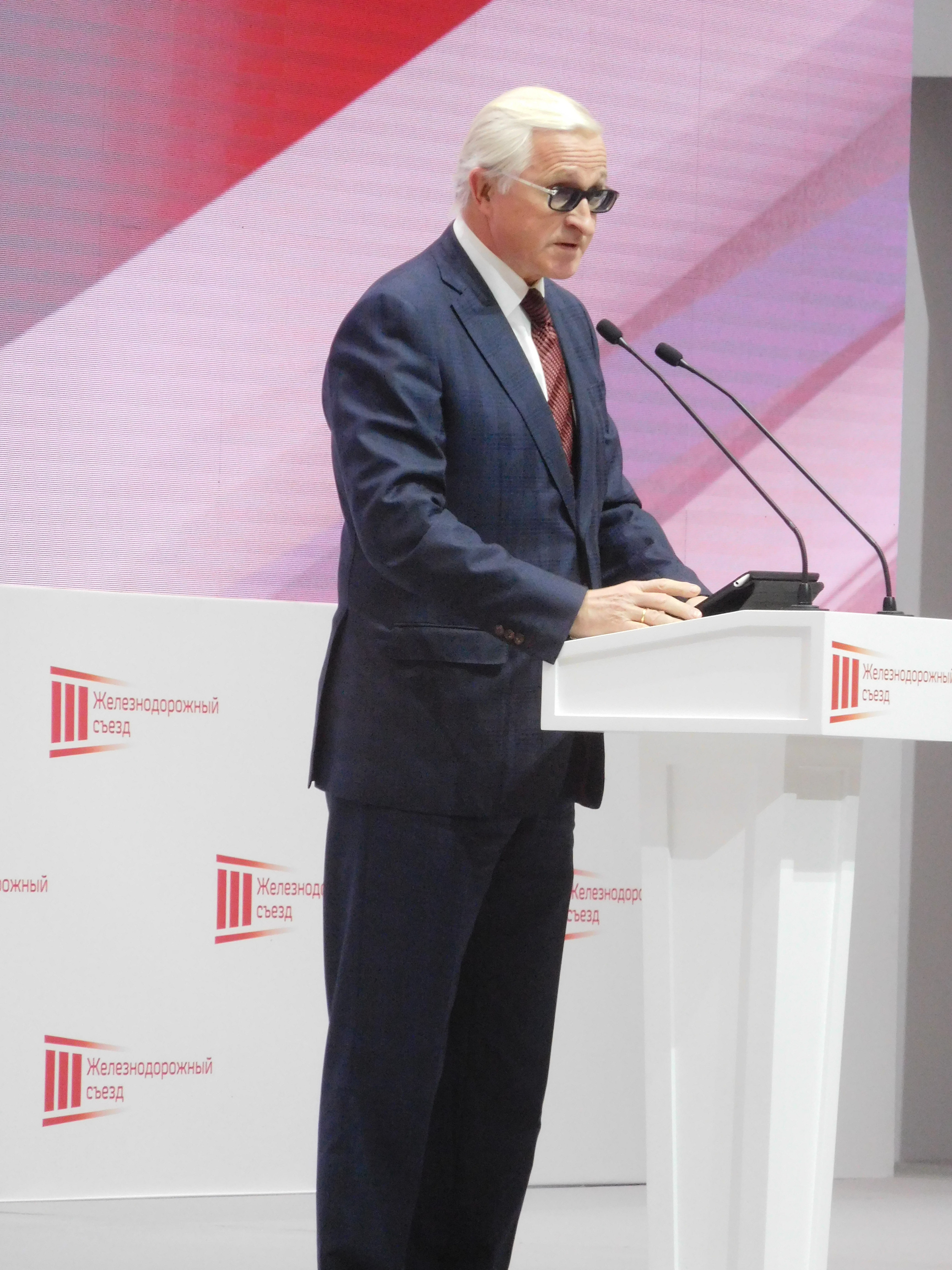
С трибуны Съезда железнодорожников. 29 ноября 2017

С 1995 года по настоящее время — президент Национального исследовательского университета «Высшая школа экономики» (НИУ ВШЭ).
В 2002—2005 годах — председатель Наблюдательного совета инвестиционной группы «Ренессанс Капитал».
С февраля 2003 года — председатель Экспертного совета при Федеральной комиссии по рынку ценных бумаг (ФКЦБ России).
С 2004 года — член партии «Единая Россия».
С 2004 года — вице-президент Российского союза промышленников и предпринимателей (РСПП), председатель общероссийского объединения работодателей «Координационный Совет объединений работодателей России».
С 30 сентября 2005 года по настоящее время — президент Российского союза промышленников и предпринимателей.
C 2007 года по июль 2014 года возглавлял Российскую часть Российско-Китайской Палаты по содействию торговле машинно-технической и инновационной продукцией, был членом совета директоров Российско-китайского центра торгово-экономического сотрудничества.
С 2011 года — член попечительского совета Российского совета по международным делам.
Был членом Общественной палаты Российской Федерации до избрания в 2009 году в члены Президиума Генерального совета партии «Единая Россия». С 30 мая 2008 года избран в состав совета директоров ТГК-10. Также с 2008 года является членом советов директоров ОАО «РЖД» и пивоваренной компании «Балтика».
6 февраля 2012 года был официально зарегистрирован как доверенное лицо кандидата в президенты РФ, на тот момент действующего премьер-министра, Владимира Путина.
Является почётным членом Императорского Православного Палестинского Общества.
В сентябре 2016 года стал доверенным лицом партии «Единая Россия» на выборах в Государственную думу VII созыва.
В 2023 году вошёл в состав инициативной группы по выдвижению Владимира Путина кандидатом на президентские выборы в 2024 году.
В 2024 году стал доверенным лицом кандидата в президенты России Владимира Путина.

## Международные санкции
Из-за поддержки российской агрессии и нарушения территориальной целостности Украины во время российско-украинской войны находится под персональными международными санкциями разных стран.
С 15 марта 2022 года находится под санкциями всех стран Европейского союза как бизнесмен «обеспечивающий значительный источник дохода для правительства России, которое несёт ответственность за аннексию Крыма и дестабилизацию Украины».
С 3 мая 2022 года находится в санкционном списке Канады «соратников режима» за «соучастие в выборе президента Путина вторгнуться в мирную и суверенную страну».
По аналогичным основаниям, с 15 марта 2022 года находится под санкциями Великобритании. С 16 марта 2022 года находится под санкциями Швейцарии. С 6 апреля 2022 года находится под санкциями Австралии. Указом президента Украины Владимира Зеленского от 19 октября 2022 находится под санкциями Украины. С 12 октября 2022 года находится под санкциями Новой Зеландии.

## Семья
Женат, имеет двоих детей (Дмитрий Шохин, Евгения Шохина), пятерых внуков. Сын Дмитрий женат на актрисе Алисе Хазановой, дочери Геннадия Хазанова.

## Основные работы
- Закономерности формирования и реализации трудовых доходов населения при социализме. — М.: Наука, 1987 (в соавт. с Б. В. Ракитским)
- Потребительский рынок. — М. : Знание, 1989. — 63 с. ISBN 5-07-000646-0
- Социальные проблемы перестройки. — М. : Экономика, 1989. — 253,[2] с. ISBN 5-282-00976-5
- Мой голос будет все-таки услышан. — М., 1995;
- Внешний долг России. — М., 1997;
- Пенсионная реформа: современное состояние и проблемы реформирования. — М.: Высшая школа экономики, 1997;
- Взаимодействие властей в законодательном процессе. — М.: Наш дом — L’age d’Homme, 1997;
- Шестая Государственная Дума: законотворчество и политика. — М.: б.и., 1999;
- Диалог с четвёртой властью. — М.: б.и., 1999;
- РСПП и цивилизованный лоббизм. — М.: Изд. дом РСПП, 2012;
- Взаимодействие бизнеса и власти в межгосударственных институтах глобального управления. — М.: Издательский дом НИУ ВШЭ, 2018. (в соавт. с А. А. Прохоровой).

## Награды
- Орден «За заслуги перед Отечеством» I степени (22 мая 2024) — за большие заслуги в укреплении экономического потенциала Российской Федерации и многолетнюю плодотворную деятельность[3]
- Орден Восходящего солнца II степени (3 ноября 2020, Япония)[36]
- Кавалер ордена Почётного легиона (2019, Франция)[37]
- Кавалер ордена Звезды Италии (2019 год, Италия)[38]. Отозван в августе 2022 года[39]
- Орден «За заслуги перед Отечеством» II степени (21 октября 2019) — за большие заслуги перед государством и многолетнюю добросовестную работу[40]
- Медаль Столыпина П. А. I степени (25 октября 2016) — за заслуги в развитии отечественной промышленности и предпринимательства, многолетнюю плодотворную работу[41]
- Лауреат премии «Импульс добра» 2016 года за поддержку социального предпринимательства[42]
- Орден Александра Невского (25 мая 2015) — за большой вклад в социально-экономическое развитие Российской Федерации, достигнутые трудовые успехи, активную общественную деятельность и многолетнюю добросовестную работу[43]
- Орден «За заслуги перед Отечеством» III степени (22 ноября 2011) — за большой вклад в развитие отечественной промышленности и предпринимательства и многолетнюю общественную деятельность[44]
- Почётный доктор Российского государственного социального университета (31 октября 2011)[45]
- Медаль Столыпина П. А. II степени (26 октября 2011) — за большой вклад в решение стратегических задач по развитию отечественной промышленности и предпринимательства, многолетнюю плодотворную работу[46]
- Орден «За заслуги перед Отечеством» IV степени (29 апреля 2008) — за большой вклад в развитие отечественной промышленности и предпринимательства и многолетнюю плодотворную работу[47]
- Почётный профессор МГУ (2007)[48].
- Лауреат национальной премии бизнес-репутации «Дарин» Российской Академии бизнеса и предпринимательства в 2006 году[49].
- Благодарность Президента Российской Федерации (14 января 2002 года) — за большой вклад в проведение социально-экономических реформ и активную законотворческую деятельность[50].
- Орден Почёта (18 декабря 1997) — за заслуги перед государством, многолетний добросовестный труд и большой вклад в укрепление дружбы и сотрудничества между народами[51]
- Медаль «В память 850-летия Москвы»[52]
- Орден святого благоверного князя Даниила Московского II степени (РПЦ)[52]
- Медаль «За вклад в развитие Евразийского экономического союза» (29 мая 2019, Высший совет Евразийского экономического союза)[53]

## Дипломатический ранг
- Чрезвычайный и полномочный посланник 1 класса (15 февраля 1991)[54].